# Johannes-Kepler-Gymnasium Chemnitz

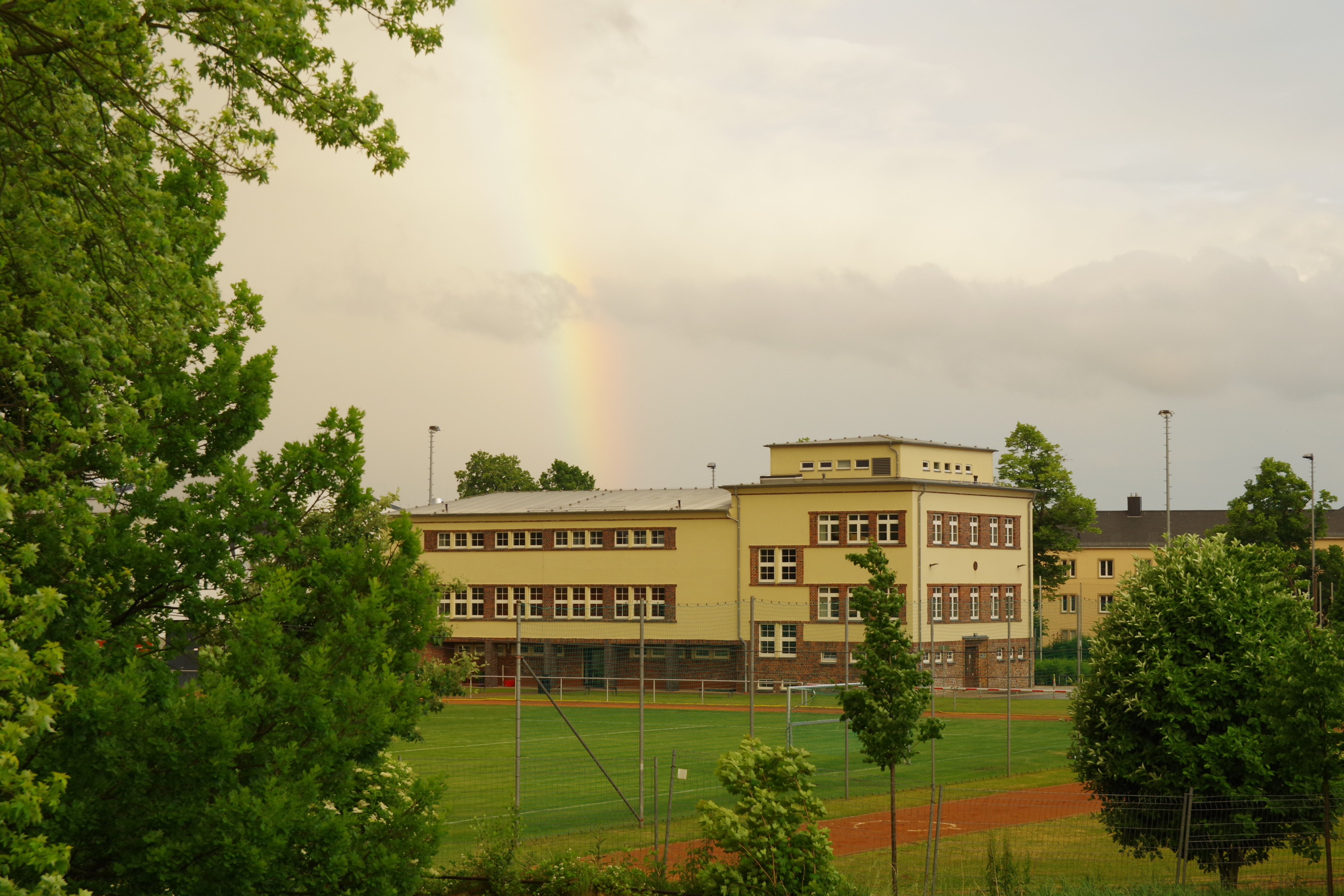
Schulturnhalle (Jahnbaude)

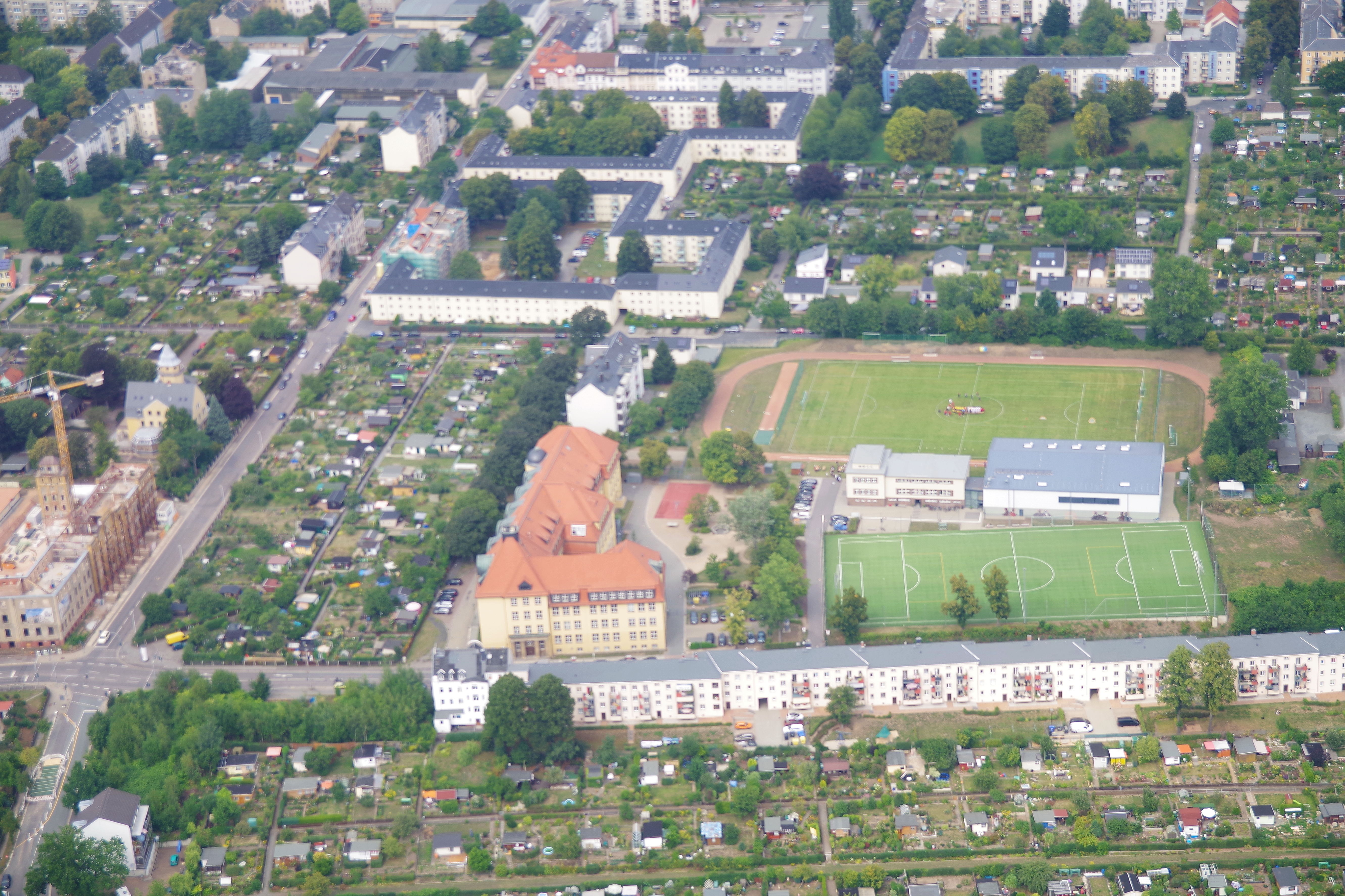
Humboldthöhe in Chemnitz mit Gymnasium

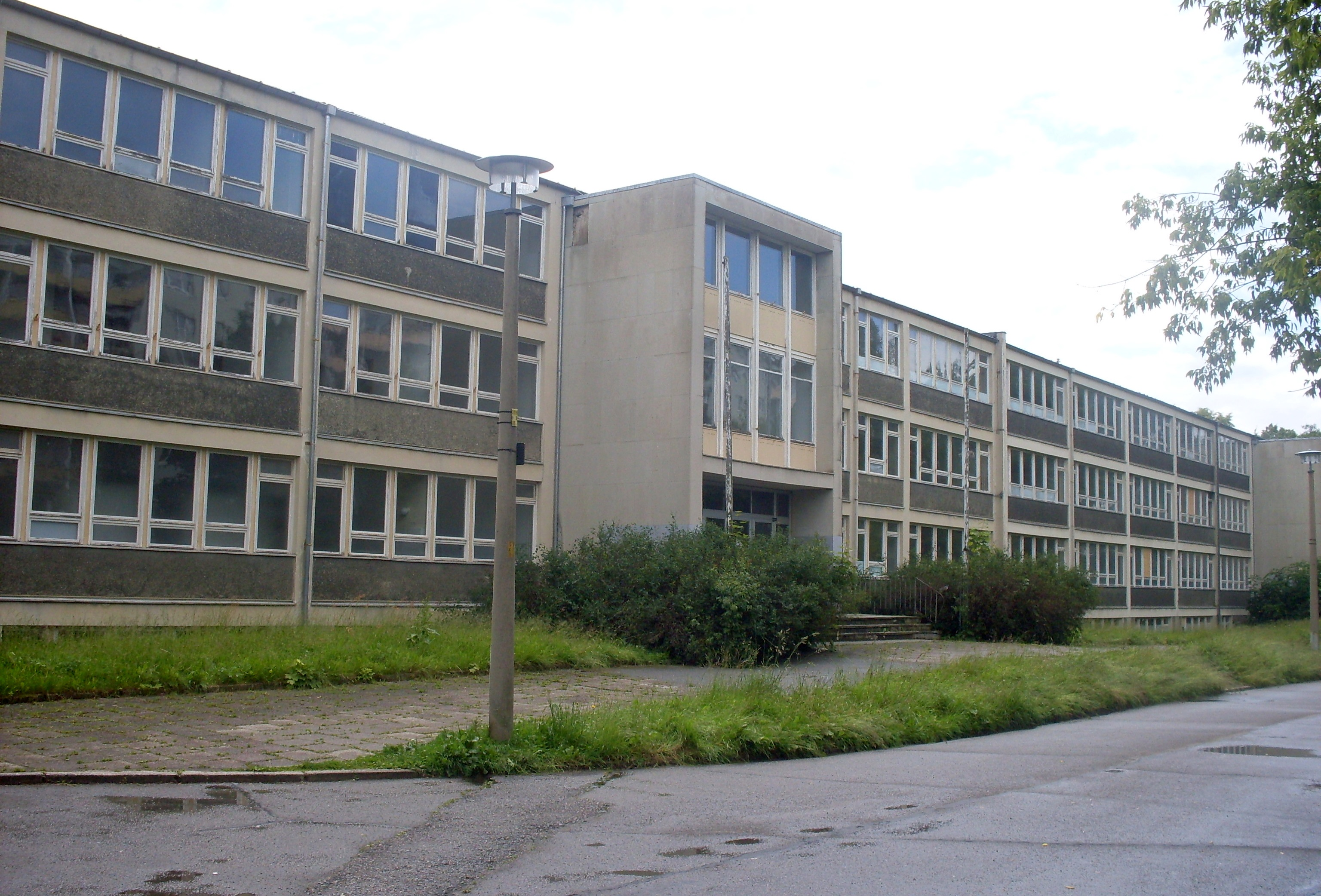
Ehemaliges Schulgebäude in der Hans-Ziegler-Straße 6/8

Das Johannes-Kepler-Gymnasium Chemnitz ist ein mathematisch-naturwissenschaftliches Gymnasium mit vertiefter Ausbildung und liegt auf dem Sonnenberg, einem Stadtteil im Osten von Chemnitz. An der Schule werden etwa 600 Schüler von 77 Lehrkräften unterrichtet. Das Gymnasium war früher in einem langgestreckten, dreigeschossigen Plattenbau untergebracht, dessen zugehöriges Areal sich weitläufig zwischen Hans-Ziegler-Straße, Carl-von-Ossietzky-Straße und dem Fußweg durch den Pappelhain ausdehnte. Seit Februar 2008 befindet sich das Gymnasium am Humboldtplatz im Gebäude des ehemaligen Alexander-von-Humboldt-Gymnasiums Chemnitz, das zwischen 2004 und 2008 renoviert wurde.

## Geschichte
Ursprünglich beherbergte das Gebäude an der Hans-Ziegler-Str. 6/8 zwei Schulen: die „POS Wilhelm Pieck“ und die „POS Hans Beimler“. Am 12. August 1985 nahmen die Schulleitung und zunächst sechs Lehrer vom zweiten Stockwerk der damaligen Hans-Beimler-Schule Besitz, um der Spezialschule mathematisch-naturwissenschaftlich-technischer Richtung, abgekürzt MNTR, auf die Sprünge zu helfen. Die Übernahme des gesamten Gebäudes erfolgte mit Wirkung vom 1. August 1986. Die Klassenstufen 9 bis 12 waren dreizügig mit insgesamt ca. 50 Schülern pro Jahrgang ausgelegt. Für auswärtige Schüler bestand ein Internat im Wohngebiet Fritz Heckert in der Faleska-Meinig-Str. 52.
Mit der Wiedervereinigung Deutschlands kam es zur Entwicklung neuer Schulstrukturen. So wurde am 1. August 1992 die Spezialschule aufgelöst und durch Übernahme des westlichen Gebäudeteils ein großes Gymnasium gebildet. Das Internat wurde geschlossen und die betroffenen Schüler konnten im Internat des Sportgymnasiums untergebracht werden.
Als sich die Schulkonferenz 1992 für den Namen Johannes Kepler entschied, war der Blick auf jenen Naturwissenschaftler gerichtet, der phantasiereiches Spekulieren über die Natur mit geduldigem, vorurteilsfreiem Beobachten und beharrlichem Rechnen verband.
Im Schuljahr 2005/06 wechselte ein Großteil der Schüler und Lehrer des Alexander-von-Humboldt-Gymnasiums Chemnitz für 2½ Jahre an das Johannes-Kepler-Gymnasium an die Hans-Ziegler-Straße, da per Stadtratsbeschluss die Aufhebung des Humboldt-Gymnasiums zum Ende des Schuljahres 2004/2005 beschlossen wurde. Im Februar 2008 erfolgte der Umzug in das sanierte Gebäude am Humboldtplatz 1 (vorher Fürstenstr. 85). Das Gebäude auf der Humboldthöhe nimmt bereits seit 1921 verschiedene Bildungseinrichtungen auf:
- 1921 Versuchsschule Chemnitz
- 1924 Freie Humboldtschule Chemnitz
- 1949 Polytechnische Oberschule
- 1955 Pädagogisches Institut
- 1985 Erweiterte Oberschule
- 1995 Alexander-von-Humboldt-Gymnasium
- 2008 Johannes-Kepler-Gymnasium

## Bildungsangebot
Das Johannes-Kepler-Gymnasium ist ein dreizügiges Gymnasium mit regulärem mathematisch-naturwissenschaftlichem Profil und mit vertieft mathematisch-naturwissenschaftlicher Ausbildung. Das heißt, in den Fächern Biologie, Chemie, Informatik, Mathematik und Physik sieht die Stundentafel in der vertieften Ausbildung mehr Unterrichtsstunden vor als in der regulären Ausbildung. Vertiefte Ausbildung bedeutet weiterhin, dass in der gymnasialen Oberstufe drei Leistungskurse statt zweier Leistungskurse belegt werden. Bei der Einbringung in das Abitur können davon zwei als Leistungskurs, einer als Grundkurs abgerechnet werden. Außerdem ist im Vertiefungsprofil obligatorisch eine Jahresarbeit im Rahmen einer Besonderen Lernleistung anzufertigen.
Das Johannes-Kepler-Gymnasium ist Ausrichter der zweiten und dritten Stufe der Mathematik-Olympiade, der zweiten und dritten Stufe der Sächsischen Physik-Olympiade und des Mannschaftswettbewerbs Biologie der Spezialschulen.
Außerdem bestehen Kooperationsverträge mit der TU Chemnitz und dem Technologie Centrum Chemnitz (TCC), die vornehmlich eine Zusammenarbeit im Rahmen von Schülerpraktika und besonderen Lernleistungen vorsehen.

## Internationale Kontakte
Das Gymnasium pflegt seit 1994 einen Schüleraustausch mit dem »Collège Pierre Pflimlin« in Mülhausen (Elsass). Seit 2002 besteht auch eine enge Verbindung zu einer polnischen Schule, dem »Publiczne Gimnazjum Nr 2« in Żagań. Außerdem führt das Gymnasium regelmäßig Sprach- und Bildungsreisen nach Frankreich, Polen und Großbritannien durch.

## Größte Erfolge
- 1988 Internationale Mathematik-Olympiade in Melbourne: Gérard Zenker 2. Preis
- 1989 Internationale Informatik-Olympiade in Prawez: Ulf Nieländer 2. Preis
- 1989 Internationale Mathematik-Olympiade in Braunschweig: Gérard Zenker 1. Preis und Rüdiger Belch 3. Preis
- 1989 Internationale Physik-Olympiade in Warschau: Carsten Deus 3. Preis
- 1990 Internationale Informatik-Olympiade in Minsk: Ulf Nieländer 2. Preis
- 1990 Internationale Physik-Olympiade in Groningen: Carsten Deus 1. Preis und Hans-Peter Störr 2. Preis
- 1990 Internationale Mathematik-Olympiade in Peking: Torsten Ehrhardt 2. Preis und Rüdiger Belch 3. Preis
- 1992 Internationale Biologie-Olympiade in Poprad: Katja Wurziger 3. Preis
- 1993 Internationale Biologie-Olympiade in Utrecht: Katja Wurziger 2. Preis
- 1994 Internationale Chemie-Olympiade in Oslo: Hendrik Heinz 2. Preis
- 1995 Internationale Mathematik-Olympiade in Toronto: Nico Düvelmeyer 3. Preis
- 1998 Internationale Biologie-Olympiade in Kiel: Arite Franz 1. Preis
- 1999 Internationale Biologie-Olympiade in Uppsala: Arite Franz 1. Preis
- 2004 Internationale Jugend-Naturwissenschaftsolympiade in Jakarta: Stefan Noack 2. Preis
- 2007 Internationale Physik-Olympiade in Isfahan: Ilja Göthel 2. Preis
- 2009 Internationale Jugend-Naturwissenschaftsolympiade in Baku: Maximilian Wende 2. Preis
- 2013 Internationale Jugend-Naturwissenschaftsolympiade in Pune: Arthur Guthknecht 1. Preis

## Schulleiter
- 1985–1992: Stefan Pitsch
- 1992–2003: Gesine Blume
- 2003–2024: Stephan Lamm
- seit 2024: Ilka Frigge